# Gjoko Hadžievski
Gjoko Hadžievski (sinh ngày 31 tháng 3 năm 1955) là một cựu cầu thủ và huấn luyện viên bóng đá người Macedonia. Ông từng dẫn dắt Đội tuyển bóng đá quốc gia Macedonia từ 1996-1999.